# باروس لوكو رامون
باروس لوكو رامون (بالإسبانية: Ramón Barros Luco) (و. 1835 – 1919 م) هو سياسي، محام من تشيلي ولد في سانتياغو.
تولى منصب قائمة رؤساء تشيلي (1910-12-23–1915-12-23) .

## التعليم
تعلم في جامعة تشيلي.